# Секретариат (конь)
Секретариат (англ. Secretariat, 30 марта 1970 — 4 октября 1989) — чистокровная скаковая лошадь, рождённая в США, одна из величайших скаковых лошадей в истории. Жеребец прославился тем, что выиграл Тройную Корону в 1973 году, где ему удалось установить непревзойденные рекорды в каждой из трёх гонок.

## Родословная
Официальным заводчиком Секретариата является Кристофер Ченери и его конный завод Медоу, но весь процесс был организован его дочерью Пенни Ченери-Твиди, которая взяла на себя обязанности отца в 1968 году, во время его болезни. Отцом Секретариата был Смелый Линейщик («Bold Ruler») — скаковая лошадь с многочисленными победами на счету, обладатель титула «Лошадь года» в 1957 году и ведущий производитель в Соединенных Штатах в 1963—1969 и 1973 годах. Прославился благодаря своей скорости, но испытывал сложности на длинных дистанциях. Отличался отвагой и упрямством, что помогло ему преодолеть свои слабости, в том числе хронический артрит. Матерью Секретариата была прославленная Самфингроял («Somethingroyal»). Она участвовала в гонке всего один раз, но имела хорошую родословную. Её отцом был Принскильо, ирландский скакун, известный своими победами на дальних дистанциях. Позже он передал свою выносливость потомству. Владельцы Bold Ruler решили организовать программу разведения, при которой владельцы кобыл отправляли их к Bold Ruler для случки, а затем подбрасыванием монеты решалось, какой жеребёнок останется с владельцем кобылы. В 1968 году Кристофер Ченери прислал кобыл Hasty Matelda и Somethingroyal. Через год жеребца посетили Somethingroyal и Cicada. Весной 1969 года родились жеребёнок и кобыла. Цикада не зачала, поэтому весной 1970 года ожидался только один жеребёнок. Подбрасывание монеты произошло в 1969 году. Победитель должен был забрать первого жеребёнка 1969 года, а проигравший — второго жеребёнка 1969 года и единственного жеребёнка 1970 года. Ченери сказал, что в этих условиях обе стороны хотели проиграть бросок. Огден Фиппс, владелец Bold Ruler, выиграл бросок. Он взял кобылу от Somethingroyal, 1969 года рождения. Позже её назвали Невестой. Она ни разу не выиграла ни одной гонки, но её жеребята выиграли пару гонок. Ченери забрал жеребёнка у Hasty Matelda в 1969 году и ещё не родившегося жеребёнка Somethingroyal, позже названного Секретариатом.

## Рождение и первые годы жизни
Ночью 30 марта 1970 года, через десять минут после полуночи, Somethingroyal родила крупного каштанового жеребёнка с тремя белыми носками на ногах и стрелой на голове в сочетании с маленькой звездой. Жеребёнок встал на ноги примерно через 45 минут. Секретариат вырос крупным жеребцом каштанового окраса, который во взрослом возрасте имел рост в 168 см. Его описывали как «почти идеального»: 15 июня 1973 года он весил 513 кг. Он был известен своим высоким аппетитом — в трёхлетнем возрасте он мог съедать более 14 килограммов овса в день. Чтобы это не сказалось негативно на его весе, ему пришлось тренироваться более интенсивно, чем большинству других лошадей. Получил прозвище «Big Red», так как имел репутацию хорошей, но медлительной лошади, которая изначально уступала сверстникам в скорости. Его тренер Люсьен Лорин однажды сказал Ченери: «Твой крупный жеребёнок от Bold Ruler ничего мне не показывает по результатам. Он не может превзойти толстяка».

## Гоночная карьера

### Сезон 1972 года
Его дебют состоялся 4 июля 1972 года на ипподроме «Акведук», где он выступал в качестве фаворита. Лошадь по имени Квебек на старте столкнулась с Секретариатом, преградив ему путь и толкнув лошадь рядом с собой. Пол Феличиано, который в то время ехал на нём, сказал, что Секретариат рухнул бы, если бы не был таким сильным. В результате инцидента он опустился на десятое место на старте, но позже восстановил свой темп, прорвался и завершил гонку четвертым, отстав от победителя всего на 1 1/4 длины. Одиннадцать дней спустя он снова участвовал в гонке с тем же жокеем. Несмотря на неудачный старт, Секретариат выиграл с преимуществом в 6 раз. 31 июля, в Саратога-Спрингс, Рон Тюркотт был жокеем в гонке Allowance. Он был постоянным жокеем конюшни Медоу, но не смог взобраться на Секретариата в первых двух гонках, так как лечился после падения с лошади. В августе он участвовал в заезде в Сэнфорд Стэйкс, где был блокирован другими лошадьми, но сумел прорваться и выиграть на 3 длины. Десять дней спустя он выиграл Hopeful Stakes с разницей в 5 длин. В октябре он выиграл Belmont Futurity с разницей в 1 1/2 длины. В октябре он участвовал в «Ставках шампанского» в качестве фаворита. Он первым достиг прицела с отрывом в 2 раза, но был дисквалифицирован со второго места за столкновение с лошадью по кличке «Stop the Music». Две недели спустя он снова встретился с «Stop the Music» на Laurel Futurity. Секретариат выиграл с разницей в 8 длин. Свой первый сезон он закончил победой в Golden State Futurity. За свои достижения в 1972 году он выиграл премию «Затмение» как лучший двухлетний жеребец сезона и титул «Лошадь года». Этой награды редко удостаиваются двухлетние лошади.

### Сезон 1973 года.
В январе 1973 года Кристофер Ченери умер, и налоги на его имущество поставили его дочь Пенни в тяжелое финансовое положение — ей пришлось подумать о продаже Секретариата. Вместо этого вместе с Сетом Хэнкоком из Claiborne Farm ей удалось продать 32 акции стоимостью 190 000 долларов каждая на общую сумму чуть более 6 миллионов долларов. Эта сумма превысила предыдущий рекорд продаж жеребца по кличке «Нижинский». Ченери сохранила за собой четыре акции, поэтому она по-прежнему полностью контролировала все заезды Секретариата, но согласилась уйти в отставку в конце сезона. Его первый старт в сезоне состоялся во второй половине марта. Тренер одного из соперников сказал, что единственный шанс для других лошадей будет, если Секретариат упадет. «Биг Рэд» преодолел разрыв между лошадьми в конце гонки и выиграл. Вначале в Gotham Stakes Лорин хотел поэкспериментировать. Тюркотт позволил ему лидировать с самого начала гонки. Секретариат выиграл с преимуществом в 3 длины. Его последним тестом на Кентукки Дерби должен был стать Вуд Мемориал Стейкс в Акведуке. Секретариат финишировал на третьем месте. Энгл Лайт выиграл гонку, «Шам», победитель Санта-Анита Дерби, занял второе место. Как позже выяснилось, Секретариат бежал с большим нарывом во рту. До и после этой гонки между Лаурином и тренером «Шама» возник конфликт, разжигаемый прессой. После Мемориал Вуд было много комментариев о Секретариате. Говорили, что его шансы на победу в Кентукки Дерби уменьшились. Были предположения о его слабой выносливости, унаследованной от отца, «Bold Ruler».

#### Тройная корона
Дерби Кентукки 1973 года, состоявшееся 5 мая, привлекло в Черчилль-Даун 134 476 зрителей, что на тот момент стало самой рекордом в истории скачек в Северной Америке. Старт в Дерби был неудачным. Дважды «Принц» ударил «Аур Нэтив», в результате чего «Шам» ударился головой о ворота, повредив два зуба. Затем «Шам» порезался и ударил «Навахо». Секретариат избежал проблем. Секретариату удалось побить рекорд для дистанции в четверть мили и после ожесточенной борьбы на последних метрах, выиграл две с половиной дистанции со временем 1: 592⁄5, установив рекорд, который не побит по сей день. Он также был первой лошадью в истории, которая выиграла Дерби менее чем за две минуты. «Шам» был вторым. «Аур Нэтив» занял третье место. 19 мая Секретариат выиграл Preakness Stakes с отрывом в 2 1/2 длины. Второе место занял «Шам». Это был первый раз в истории, когда тройка лидеров Кентукки Дерби финишировали на Preakness на тех же местах. Расстояние между ними тоже было одинаковым. Финальное время гонки вызвало большие споры. Показанное время было 1:55, но таймер был поврежден толпой людей, пытавшихся попасть на трэк. Регистратор ипподрома Pimlico объявил, что на его часах время было 1: 542⁄5, но два журналиста Daily Racing Form заявили, что оно было 1: 532⁄5, побив рекорд Cañonero II. Руководство трассы установило официальное время 1: 542⁄5, что не понравилось журналистам Daily Racing Form, которые не признали этот результат за Пенни Ченери. Она наняла компанию для просмотра видеозаписей гонки. После более чем двух часов анализа записи и свидетельских показаний комиссия единогласно проголосовала за изменение официального времени с 1: 542⁄5 на 1:53, что также означало новый рекорд по времени . До Belmont Stakes Секретариат появлялся на обложках Time, Newsweek и Sports Illustrated, став национальной знаменитостью. 9 июня в забеге в Бельмонт-Стейкс участвовали пять лошадей. Секретариат и Шам устремились вперед с самого начала, постепенно удаляясь от остальных, преодолев полмили быстрее всех в истории гонки. Спустя 6 фурлонгов Шам начал уставать и в итоге финишировал последним. Секретариат продолжил в стремительном темпе, постоянно уходя от соперников. Его время за милю было 1:34 1/5, что более чем на секунду быстрее, чем рекорд, установленный его отцом, который в конце концов устал и финишировал третьим. Остальные лошади бежали позади, отставая более чем на 100 метров. В итоге Секретариат выиграл с преимуществом в 31 длину и установив время 2:24, поставив рекорд, который до сих пор не побит. Таким образом, он стал девятым обладателем «Тройной короны». Редактор Blood-Horse, Кент Холлингсворт, прокомментировал гонку, сказав: «Ровно два двадцать четыре! Я не верю. Невозможно. Но я это видел. Я не могу дышать. Он выиграл одну шестнадцатую милю! Я видел это. Я должен в это верить».

#### Дальнейшая карьера
Три недели спустя Секретариат выиграл Arlington Invitational с разницей в 9 длин. Затем он отправился на трассу Саратога, известную как «Кладбище чемпионов», потому что часто многие великие лошади именно здесь терпели поражение. Секретариат не стал исключением. «Уитни Стейкс» проиграла, заняв второе место, сразу после лошади по кличке «Луковица». Затем у Секретариата был низкий жар и диарея, вызванные вирусной инфекцией. После этой гонки Пенни Ченери сказала: «Мы знали, что у него инфекция, но решили, что он достаточно силен, чтобы победить. Мы ошибались». Секретариат выглядел плохо, потерял аппетит и выглядел ужасно. Он не мог бежать в Трэверс-Стейкс и его отправили в Бельмонт, на поправку. Через четыре недели он поправился. 15 сентября он выиграл Кубок Мальборо, установив мировой рекорд на этой дистанции. Второе место занял «Riva Ridge», также принадлежащий Meadow Stables. Две недели спустя «Riva Ridge» должен был участвовать в гонке на Вудворд Стейкс, но, поскольку он ненавидел грязную трассу, вместо него бежал Секретариат, несмотря на то, что он не был к ней подготовлен — в то время он тренировался для другой гонки на другом покрытии. Секретариат лидировал большую часть гонки, но к концу его обогнал «Prove Out», выиграв в 4 с половиной длины. Через девять дней после поражения на Вудворд Стейкс он впервые пробежал по травяному покрытию на турнирах Man o’War Stakes. Он выиграл, установив новый рекорд. Последней гонкой «Big Red» были Canadian International Stakes в Вудбайне, Онтарио, Канада. Из-за пятидневного отстранения, Рон Тюркотт не смог принять участие в гонке и его заменил Эдди Мэйпл. Он выиграл в 6 с половиной длин. После этой гонки Секретариат вернулся на трассу ипподрома «Акведук», где он начал свою карьеру, чтобы вместе с Тюркоттом пройти перед толпой из нескольких десятков тысяч человек, одетых в цвета Meadow Stable. Это должно было стать официальным прощанием «Big Red» с ипподромом. Секретариат завершил свою карьеру с 16 победами из 21 заезда и заработал 1 316 808 долларов. За свои достижения в этом сезоне он выиграл премию Eclipse Award для лучшего трехлетнего жеребца и снова был назван «Лошадью года».

## Завершение карьеры и смерть
Остаток дней Секретариат провёл на ферме Клэйборн в Париже, штат Кентукки, где он жил в тех же денниках, что и его отец. В декабре 1973 года его сперма показала некоторые признаки незрелости, поэтому в том же месяце провели случку с тремя кобылами другой породы, чтобы проверить его плодовитость. В ноябре 1974 года родился первый жеребёнок, названный «Первым секретарем». Его матерью была лошадь породы аппалуза. Первые «официальные» жеребята Секретариата родились в 1975 году. Большинство жеребят Секретариата на скачках не смогли повторить успехов своего отца, но некоторые из них оказались очень хорошими скаковыми лошадьми.
Всего от него было около 663 жеребят. Его дочери и внучки произвели много хороших скаковых лошадей, и он включён в родословные American Pharoah, Tonalist, Rags to Riches, California Chrome, Creator и Giant’s Causeway.
Осенью 1989 г. Секретариат заболел ламинитом. Когда лечение, продолжавшееся более месяца, не дало результата, 4 октября 1989 года его усыпили. Он был похоронен на кладбище Клэйборн Фарм, где имел честь быть похороненным полностью (обычно хоронят только голову, сердце и копыта, остальное кремируются). Перед тем как похоронить Секретариата, его тело было вскрыто. Его сердце оказалось намного больше, чем у средней скаковой лошади и весило около 10 кг, было здоровым, прекрасно развитым, без дефектов. Также у «Шама» сердце было больше, чем у других лошадей, оно весило около 8,2 кг. Считается, что первым обладателем такого сердца был Эклипс, который является предком большинства современных скаковых лошадей, в том числе и Секретариата.

## Признание
Секретариат занимает 2-е место в списке 100 самых выдающихся скаковых лошадей 20 века по версии журнала The Blood-Horse. В его честь установлено несколько памятников, два из которых находятся в Конном парке Кентукки.
В марте 2016 года победа Секретариата «Тройная корона» заняла 13-е место в рейтинге «100 величайших моментов в истории спорта» Sports Illustrated.

## Поп-культура
В 2010 году вышел фильм «Чемпион» режиссера Рэндалла Уоллеса, посвящённый Секретариату.
В мультсериале «Конь БоДжек» (2014—2020) Секретариат — антропоморфная скаковая лошадь, озвученная Джоном Красински.
В вечернем шоу «The Late Late Show with Craig Ferguson» Секретариат — соведущий.